# Freddie Lindstrom
Frederick Charles Lindstrom (Chicago, 21 novembre 1905 – Chicago, 4 ottobre 1981) è stato un giocatore di baseball statunitense che ha giocato nel ruolo di terza base ed esterno nella Major League Baseball (MLB). È stato introdotto nella National Baseball Hall of Fame nel 1976.

## Carriera
Lindstrom giocò nella National League per i New York Giants, i Pittsburgh Pirates, i Chicago Cubs e i Brooklyn Dodgers dal 1924 al 1936. All'età di 23 anni ebbe una media battuta di .358 per i Giants venendo premiato come All-Star da The Sporting News davanti all'altro terza base Harold "Pie" Traynor. Due anni dopo ricevette lo stesso onore dopo avere segnato 127 punti e battuto con .379, secondo solo dietro a Rogers Hornsby tra i battitori destri nella storia della National League.
Nel 1930, il manager dei Giants John McGraw classificò Lindstrom al nono posto tra i migliori venti giocatori del precedente quarto di secolo. Babe Ruth lo preferì a Traynor come terza base All-Star per un decennio, fino al primo All Star Game tra le due leghe nel 1933.
Dalla sua stagione da rookie nel 1924 fino al 1930 come terza base dei Giants, Lindstrom batté con .328 e giocò brillantemente in difesa. Nel 1929 finì secondo dietro a Jim Bottomley nel premio di MVP della National League. Nel 1931 gli infortuni, inclusi un problema cronico alla schiena e una frattura alla gamba, lo portarono a passare dal ruolo di terza base a quello di esterno dove rimase un giocatore sopra la media ma non più un All-Star. Si ritirò dopo la stagione 1936.